# FN:s pris för mänskliga rättigheter
FN:s pris för mänskliga rättigheter är en utmärkelse, som delas ut av Förenta Nationerna sedan 1968.
FN:s pris för mänskliga rättigheter ges till individer och organisationer som gjort enastående insatser för att främja mänskliga rättigheter. Priset instiftades av FN:s generalförsamling 1966 och har delats ut vart femte år sedan 1968, med undantag för år 1983.

## Nominering och utseende av mottagare
FN:s kommission för mänskliga rättigheter inbjöd inför utseendet av mottagare år 2008 skriftligen medlemsländer, FN-organ och omkring 250  internationella organisationer (NGO) som är ackrediterade till 2010 års session för FN:s råd för mänskliga rättigheter.
Utseende av pristagare gjordes av en kommitté bestående av ordförandena för FN:s generalförsamling, FN:s ekonomiska och sociala råd och United Nations Commission on the Status of Women) samt för FN:s råd för mänskliga rättigheter och för dess rådgivande kommitté.

## Pristagare

### 2023 års pristagare
- Vjasna, Belarus
- Julienne Lusenge, Kongo-Kinshasa
- Amman Center for Human Rights, Jordanien
- Julio Pereyra Sánchez, Urguay

### 2018 års pristagare
- Asma Jahangir, Pakistan
- Rebeca Gyumi, Tanzania
- Joênia Wapixana, Brasilien
- Front Line Defenders, Irland [2]

### 2013 års pristagare
- Biram Dah Abeid, Mauritanien
- Hiljabijeta Apuk, Kosovo
- Liisa Kauppinen, Finland
- Khadija Ryadi, Marocko
- Suprema Cort de Justicia de la Nación i Mexiko
- Malala Yousafzai, i Pakistan

### 2008 års pristagare
- Louise Arbour, Kanada, tidigare FN:s High Commissioner för mänskliga rättigheter
- Benazir Bhutto, mördad premiärminister i Pakistan (priset utdelat postumt)
- Ramsey Clark, tidigare justitieminister i USA
- Carolyn Gomes i Jamaicans for Justice
- Denis Mukwege, en av grundarna av sjukhuset i Panzi i Demokratiska republiken Kongo
- Dorothy Stang, nunna som mördats i Brasilien (priset utdelat posstumt)
- Human Rights Watch

### 2003 år pristagare
- Enriqueta Estela Barnes de Carlotto, ordförande för Plaza de Mayos mormödrar i Argentina
- Mano River Women's Peace Network i Sierra Leone, Liberia och Guinea
- Family Protection Project Management Team i Jordanien
- Deng Pufang, Kina, ordförande i Kinas handikapfederation
- Shulamith Koenig, chef för People's Movement for Human Rights Education i USA
- Sérgio Vieira de Mello, Brasilien, FN:s Special Representative, som mördades i Irak (priset utdelat postumt)

### 1998 års pristagare
- Sunila Abeyesekera, chef för INFORM i Sri Lanka
- Angelina Acheng Atyam, grundare av Concerned Parents Association i Uganda
- Jimmy Carter, tidigare president i USA
- José Gregori, statssekretere för mänskliga rättigheter i Brasilien
- Anna Sabatova, grundare av Charta 77 i Tjeckoslovakien
- Alla försvarare av mänskliga rättigheter ("tusentals modiga individer över hela världen"

### 1993 års pristagare
- Hassib Ben Ammar, ordförande i Arab Institute for Human Rightsi Tunisien
- Erica-Irene Daes, ordförande i Arbetsgruppen för minoritetsfolk i Grekland
- James Grant, USA, chef för Unicef
- Internationella juristkommissionen i Genève
- Personaleen i Sarajevos centralsjukhus
- Sonia Picado Sotela, Costa Rica, viceordförande i Interamerikanska domstolen för mänskliga rättigheter
- Ganesh Man Singh, politiker och ledare för Nepals demokratirörelse
- Sudanese Women's Union i Sudan
- Julio Tumiri Javier, grundare av Permanenta människorättsförsamlingen i Bolivia

### 1988 års pristagare
- Baba Amte, Indien, människorättsadvokat
- John Peters Humphrey, Kanada, chef för United Nations Division of Human Rights
- Adam Lopatka, ordförande i Polens Högsta domstol
- Leonidas Proaño, biskop i Ecuador
- Nelson Mandela, ordförande i ANC i Sydafrika
- Winnie Mandela, socialarbetare i Sydafrika

### 1978 års pristagare
- Begum Ra'Ana Liaquat Ali Khan, Pakistan
- Prins Sadruddin Aga Khan, Iran
- Martin Luther King, USA (priset utdelat postumt)
- Helen Suzman, Sydafrika
- Internationella Rödakorskommittén
- Amnesty International
- Vicaría de la Solidaridad, Chile
- Union nationale des femmes de Tunisie, Tunisien

### 1973 års pristagare
- Taha Hussein, Egypten, litteraturprofessor
- Wilfred Jenks, Storbritannien, generaldirektör för ILO
- María Lavalle Urbina, Mexiko, jurist
- Abel Muzorewa, biskop i Zimbabwe
- Seewoosagur Ramgoolam, premiärminister i Mauritius
- U Thant, Burma, FN:s generalsekreterare

### 1968 års pristagare
- Manuel Bianchi, Chile, ordförande i Inter-Amerikanska kommissionen för mänskliga rättigheter
- René Cassin, Frankrike, medlem i FN:s kommission för mänskliga rättigheter
- Albert Luthuli, Sydafrika, ordförande i ANC (pris utdelat postumt)
- Mehrangiz Manoutchehrian, Iran, advokat och politiker
- Petr Emelyanovich Nedbailo, Ukraina, medlem av FN:s kommission för mänskliga rättigheter
- Eleanor Roosevelt, USA, ordförande i FN:s kommission för mänskliga rättigheter (pris utdelat postumt)